# Хембри, Хит
Ричард Хит Хембри (англ. Richard Heath Hembree; 13 января 1989, Спартанберг, Южная Каролина) — американский бейсболист, питчер системы клуба Главной лиги бейсбола «Детройт Тайгерс». Победитель Мировой серии 2018 года в составе «Бостон Ред Сокс».

## Карьера
Хит Хембри закончил старшую школу Брум в 2007 году. Затем по году провёл в Университете Южной Каролины и Методистском колледже в Спартанберге. После этого он получил спортивную стипендию в Чарлстонском колледже. На драфте МЛБ 2010 года Хембри был выбран клубом «Сан-Франциско Джайентс» в пятом раунде. С 2010 по 2013 год Хит выступал в системе клуба, большую часть времени играя клоузером в составе «Фресно Гриззлиз» в AAA-лиге. В МЛБ он дебютировал в 2013 году, сыграв за Джайентс в девяти играх и не пропустив в них ни одного очка. В первой части сезона 2014 года Хембри сыграл за фарм-клуб в 41 матче, сделав 18 сейвов при пропускаемости ERA 3,89. В конце июля «Сан-Франциско» обменяли его в «Бостон Ред Сокс».
С 2014 по 2017 год Хит преимущественно выступал за фарм-клуб AAA-лиги «Потакет Ред Сокс». В 2018 году он закрепился в основном составе «Бостона». В первой части регулярного чемпионата его пропускаемость ERA составила 2,16, а средний показатель отбивания соперников всего 15,0 %.